# 罗阿肖 (库内奥省)
罗阿肖（義大利語：Roascio），是意大利库内奥省的一个市镇。总面积6平方公里，人口84人，人口密度14.0人/平方公里（2009年）。ISTAT代码为004184。